# Кароль Губерт Ростворовський
Кароль Губерт Ростворовський (пол. Karol Hubert Rostworowski, 3 листопада 1877 —†4 лютого 1938) — польський драматург, поет.

## Життєпис
Походив з заможної аристократичної роди Ростворовських гербу Наленч. Народився у 1877 році в селі Рибна, неподалік Кракова. Спочатку отримав домашню освіту. У 1888 році поступив до гімназії Святої Ганни у м. Краків. З 1894 до 1898 року навчався у Практичній сільськогосподарській школі в м. Черніхув.
Після цього до 1900 року вивчав сільське господарство в університеті міста Галле. У 1900—1901 роках навчався музиці в Лейпцизькій консерваторії. Після цього до 1907 року навчався філософії у Берлінськогому університеті. Слідом за цим деякий час подорожував Європою.
У 1908 році повернувся на батьківщину, оселився у Чаркуві. Того ж року вступив до патріотичної Народної ліги. Після початку Першої світової війни він переїхав до Кракова, де вступив до Національної демократичної партії. З 1920 року став співпрацювати із клерикальним виданням «Голос народу».
У 1933 році обирається членом Польської академії літератури, де перебував до 1937 року. З 1934 до 1937 року був членом муніципальної ради Кракова. Помер у 1938 році в Кракові.

## Творчість
Відомий переважно як драматург, проте має у своєму доробку віршовані твори. Дебютував як поет у 1901 році збіркою «Сміття», що написана у декадентському дусі. У 1907—1909 роках випустив філософську поетичну тетралогію з назвою частин латиною — «Pre memoria», «Maya», «Ante lucis ortum», «Saeculum solutum».
З 1908 року захопився написанням п'єс. Драма «В гору» (1910 рік) містить скептичну оцінку моралі і національно-патріотичної ролі класів польського суспільства, передусім аристократії. Втім найвідомішими є драми «Іуда з Каріота» (1913 рік) і «Гай Цезар Калігула» (1917 рік).
Популярною стала також аллегорична містерія «Милосердя» (1920 рік), де проявилося негативне ставлення до соціалістичної революції, порятунок бачиться в християнстві.
В драматичному циклі «Несподіванка» (1929 рік), «Переселення» (1931 рік) і «У мети» (1932 рік) моральні та соціальні проблеми Ростворовський досліджує на матеріалі життя селянства, пролетаріату та інтелігенції.